# Arno Breker
Arno Breker, né le 19 juillet 1900 à Elberfeld, et mort le 13 février 1991 à Düsseldorf, est un sculpteur allemand, connu pour ses œuvres publiques réalisées et exposées sous le Troisième Reich, et promues par les autorités nazies, notamment Le Parti et l'Armée qui encadraient l'entrée de la cour d'honneur de la nouvelle chancellerie du Reich, demeure officielle d'Adolf Hitler de 1938 à 1945.

## Biographie
Fils d'un sculpteur-tailleur sur pierre, Arno Breker étudie les beaux-arts et l'anatomie dans sa ville natale d'Elberfeld. À 20 ans, il intègre l'Académie des Arts de Düsseldorf, où il est l'élève d'Hubert Netzer et Wilhelm Kreis. D'abord intéressé par l'art abstrait, il se tourne progressivement vers les représentations hellénistiques. 
Il s'installe à Paris en 1926, où il est élève de Maillol. 
Il partage un atelier avec Alexander Calder et fréquente Jean Cocteau, Foujita, Brancusi,  Pablo Picasso, et d'autres artistes du Paris bohème de l'époque. 
Il rencontre à Paris Demetra Messala, et l'épouse en 1937. 
Ayant obtenu le prix de Rome de la Prusse en 1932, il quitte Paris et séjourne d'abord à la Villa Massimo, l'Académie allemande de Rome.
Il est rapidement reconnu dans toute l'Europe.

### Artiste officiel sous le régime nazi
Au milieu des années 1930, son talent est apprécié par les idéologues nazis
Arno Breker participe aux compétitions artistiques des Jeux olympiques d'été de 1928 et 1936. 
Pour le stade olympique de Berlin, deux statues monumentales lui valent la médaille d’argent au concours : Athlète de décathlon (Zehnkämpfer) et  Victoire (Die Siegerin).
En 1937, Breker abandonne le style de sa jeunesse, et est nommé professeur à l’École supérieure des beaux-arts de Berlin. Il est remarqué par le ministère de la Propagande du Reich qui lui passe plusieurs commandes. Le régime nazi met alors à sa disposition trois grands ateliers de sculpture dans lesquels travaillent des dizaines de praticiens dont, pendant la guerre, des travailleurs forcés français et italiens, demandés par Breker et
dirigés avec brutalité par Walter Hoffmann, nazi convaincu.

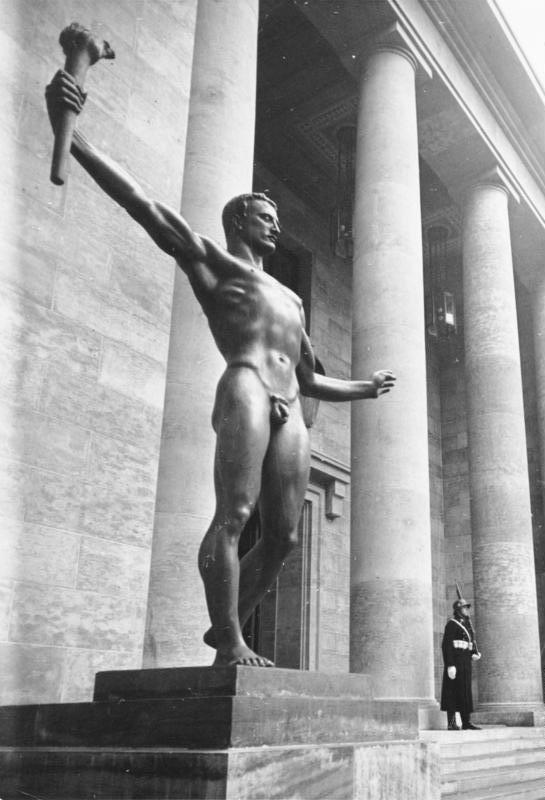
Le Parti et l'Armée.

Breker y produit quantité de sculptures à la gloire du régime. Il travaille au projet Germania, le réaménagement de Berlin avec l'architecte Albert Speer. Hitler considère Breker comme un des génies artistiques du Troisième Reich. 
Pour la nouvelle chancellerie du Reich à Berlin, Hitler confie à Speer la tâche de construire et à Breker la création de sculptures. Pour la cour d’honneur, Breker réalise en 1938-1939 deux colossales statues en bronze de 3,5 mètres de haut, Le Parti et l'Armée, qui en encadrent l’entrée.
Le 22 juin 1940, quelques heures après la signature de l'armistice en France, Breker reçoit à son domicile de la Königsallee un coup de téléphone du bureau berlinois de la Gestapo. Il doit partir dans l’heure, pour un bref voyage dont ni l’objet ni la destination ne lui sont précisés. À sa descente d’avion, à l’aéroport du Bourget, il est accueilli par un soldat de la Wehrmacht qui, silencieux, le conduit en voiture à Brûly-de-Pesche où l'attend Albert Speer. Dans l’après-midi, c'est Hitler qui les informe, lui et plusieurs soutiens du régime, qu’il souhaite visiter Paris le lendemain. Le 23 juin 1940, Breker accompagne donc Hitler dans sa visite de Paris.
Il participe à une exposition de ses œuvres à l'Orangerie en 1942, qui est diversement accueillie[réf. nécessaire], mais saluée avec enthousiasme par des intellectuels dont Jean Cocteau.
Breker, qui n'est pas impliqué directement dans le pillage nazi du patrimoine artistique en France[réf. nécessaire], acquiert cependant plusieurs œuvres à des prix extrêmement bas.
En 1945, ses trois ateliers sont détruits avec les œuvres qui s'y trouvent, surtout des plâtres pour les futures sculptures des projets urbanistiques d'Hitler.
L'atelier de Käuzchensteig in Berlin-Dahlem fut construit entre 1938 et 1942. Dessiné par l'architecte Hans Freese (1889-1953), le bâtiment fut construit pour Arno Breker. Il est actuellement le siège du Kunsthaus de Dahlem.
Arno Breker ne fut jamais poursuivi pour avoir honoré les commandes passées par le régime nazi, et il refusa toujours d'exprimer des regrets ou des excuses, estimant que les artistes n'avaient rien à voir avec la politique. Il semble qu'il n'ait jamais adhéré à l'idéologie raciste national-socialiste mais ait accepté ce régime par « opportunisme et mégalomanie ». Il est intervenu en faveur de nombreux artistes poursuivis par les nazis. À Paris, il a protégé Pablo Picasso, alors communiste, des officiers de la Kommandantur. Arno Breker permit également de sauver l’éditeur allemand Peter Suhrkamp (de), qui avait été arrêté par soupçon de résistance à Hitler.

Albert Speer à gauche, Breker à droite.
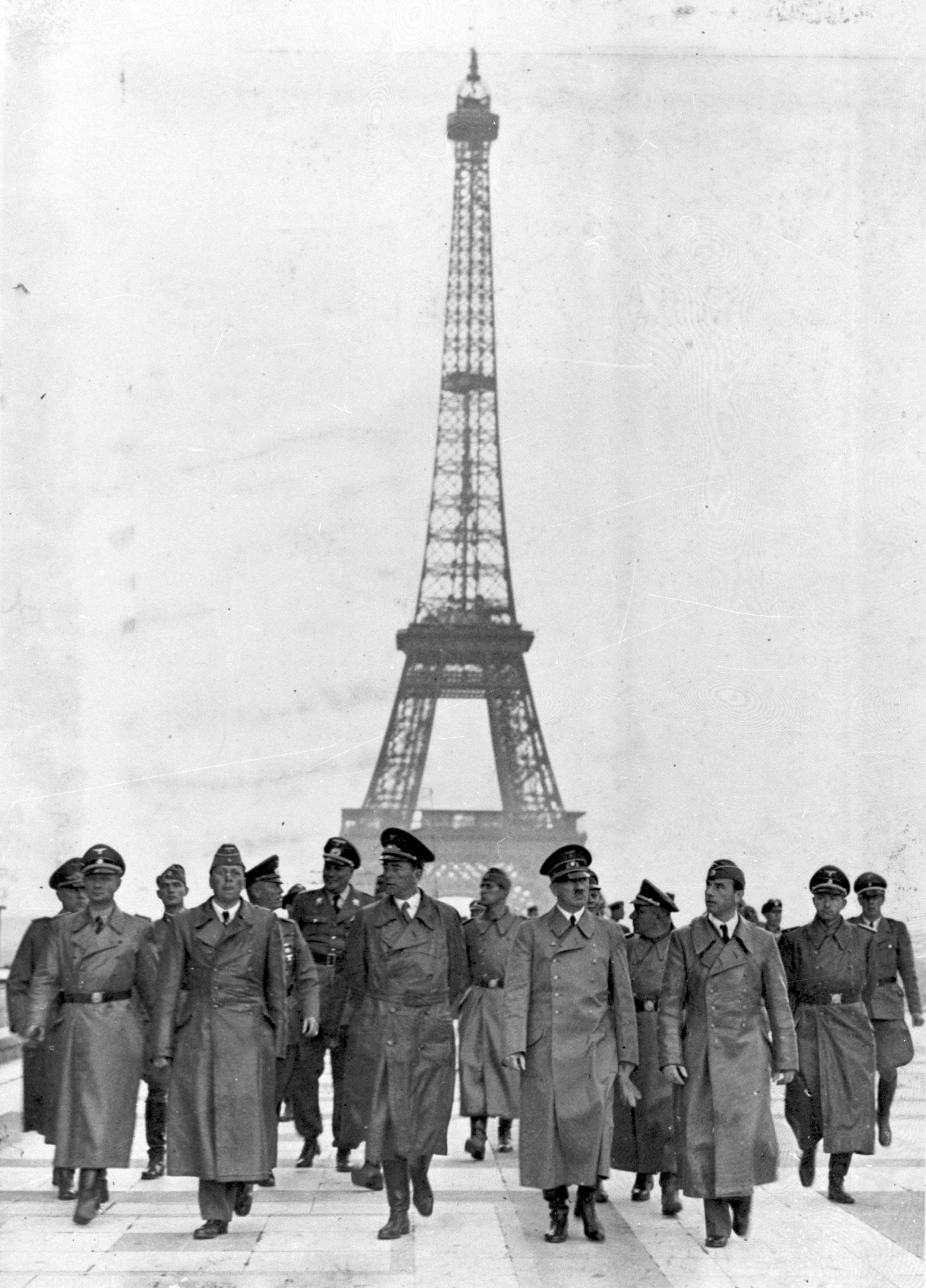
Hitler entre Speer et Breker.

### Après la guerre

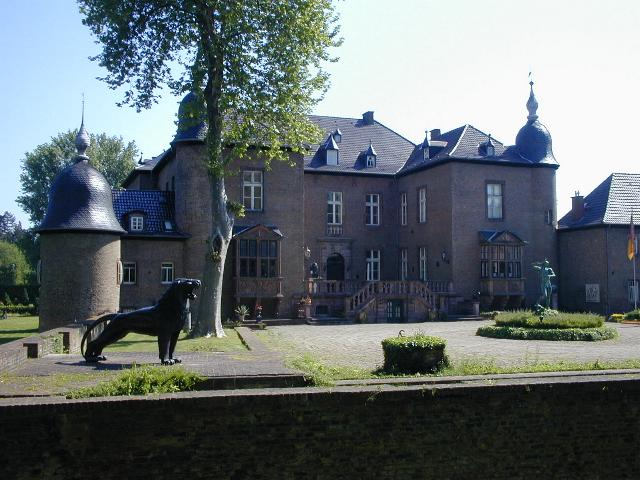
Breker-Museum à Nörvenich.

Après guerre, Arno Breker ouvre un nouvel atelier à Dusseldorf. Les commandes reviennent, principalement des industriels allemands.
Il continue d'entretenir des relations avec les milieux intellectuels français dont des anciens collaborateurs comme Céline, Morand, ou Benoist-Méchin. André Halimi l'interviewe en 1976, pour son documentaire Chantons sous l'Occupation.
Il réalise des bustes d'artistes français : Jean Cocteau et Jean Marais et, dans les années 1960, une sculpture du président égyptien Anouar el-Sadate. Au Maroc, à la demande du roi Hassan II pour un projet de monument à Mohammed V, il assiste ainsi en juillet 1971 à l'attentat de Skhirat.
Il continue à sculpter jusqu'à sa mort en 1991. Son éloge funèbre est prononcé par l'écrivain français Roger Peyrefitte.
Le musée public Arno Breker de Nörvenich présente certaines de ses œuvres.

## Publications
- (de) Schriften, préface de F.J. Hall, Bonn-Paris-New York, Marco, 1983, 190 p.  (ISBN 3-92175-419-4).
- (de) Begegnungen und Betrachtungen, Paris-New York, Marco, 1987  (ISBN 3-92175-427-5).
- (de)  Über allem Schönheit. Festgabe zum 100. Geburtstag, Kirchheim/Teck Galerie für Gegenständliche Kunst, 2000  (ISBN 9783935172028).